# 이충문화체육센터 실내체육관
이충문화체육센터 실내체육관(二忠文化體育센터 室內體育館)은 경기도 평택시 이충동에 있는 실내 체육관이다. 과거에는 V-리그의 GS칼텍스 서울 KIXX (2014년 ~ 2015년) 장충체육관 리모델링 공사로 인해 임시 홈 구장으로 사용되기도 했다.